# 고팔라 크리슈나

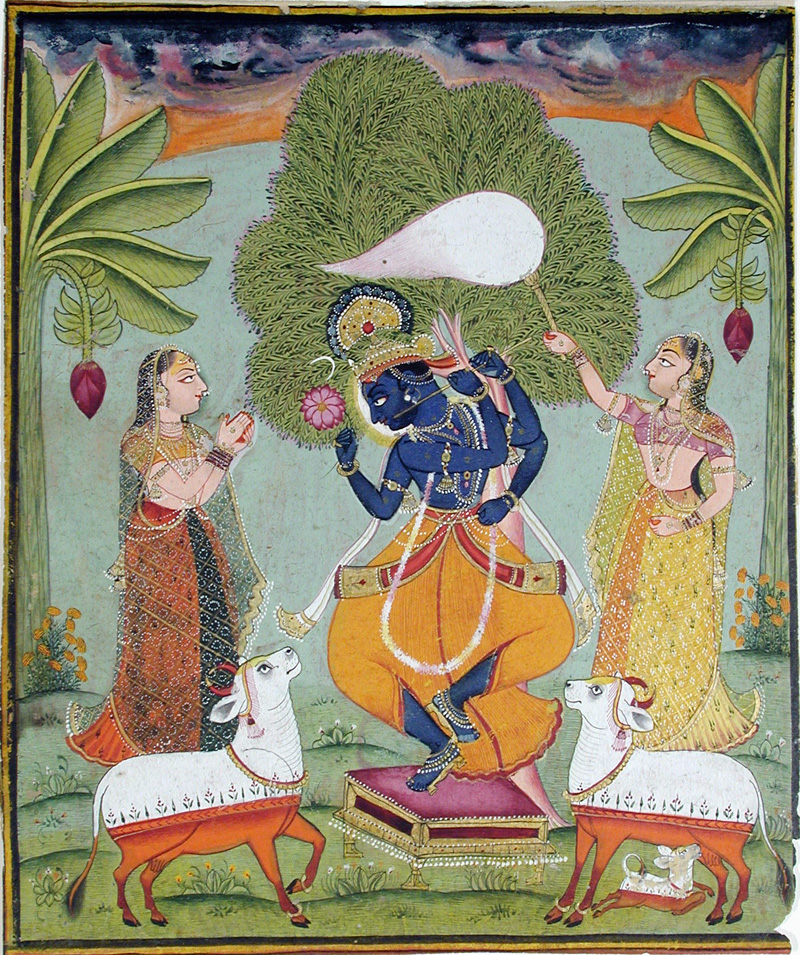
의자에 앉아 춤추는 크리슈나를 두 명의 고피가 시중들고 있는 그림. c. 1760.

고팔라 크리슈나(산스크리트어: गोपालकृष्ण)는 하리밤사와 푸라나에 등장하는 힌두교 신 크리슈나의 한 형태를 가리킨다. 고팔라 크리슈나의 이야기는 소치기 정착지인 브라자 지역의 고쿨람을 배경으로 하며, 그곳에서 그는 양부모인 난다와 야쇼다에게 길러진다.
역사적으로 크리슈나파에서 가장 초기의 숭배 형태 중 하나이며, 크리슈나 숭배의 초기 역사의 핵심 요소로 여겨진다. 이 전통은 발라 크리슈나 및 라다 크리슈나와 관련된 전통과는 별개로 간주되며, 이는 역사 발전의 후기 단계에서 바가바티즘 아래에서 합쳐졌다.

## 문학
바가바타 푸라나와 마하바라타를 보충하는 텍스트인 하리밤사는 고팔라 크리슈나의 전설을 설명하는 주요 출처이다. 바가바타 푸라나의 열 번째 책인 크리슈나-차리타는 난다와 야쇼다의 양자로 크리슈나의 유년기, 브라자에서의 소치기 생활, 악의적인 푸타나와 칼리야의 패배, 그리고 지역 여성들과의 관계에 대한 세부 사항을 제공한다. 인도학자 웬디 도니거는 마하바라타 이후 두 세기 뒤에 쓰여진 하리밤사가 후자 서사시에 등장하는 강력한 신이자 왕자의 신화를 소치기 아이로서의 크리슈나에 대한 민속 및 방언 이야기와 통합한다고 말한다. 따라서 그녀는 그의 이야기가 왕자인 척하는 신, 그리고 소치기인 척하는 신으로 구성되었다고 믿는다.

## 전설
이 형태에서 크리슈나는 신성한 소치기로 묘사되며, 그의 피리를 연주하여 브라자의 우유 짜는 여인들인 고피들의 마음을 사로잡는다. 그는 장난기 많은 청년이자 장난으로 자신을 즐겁게 하는 장난꾸러기로 묘사된다. 말을 듣지 않는 아이로서 그는 고피들의 집에서 버터를 훔치고, 소들을 풀어놓고, 양어머니인 야쇼다에게 거짓말을 한다. 이러한 모든 장난에도 불구하고 고쿨람의 여성들은 그를 너무나 사랑스럽게 여겨 벌을 주지 못한다. 고팔라 크리슈나와 고피들의 가장 인기 있는 묘사 중 하나는 라살릴라로, 크리슈나가 여러 형태로 변하여 숲에서 그를 둘러싼 각 고피와 춤을 추는 것이다. 이것은 다양한 의미로 해석되는데, 유희이면서도 크리슈나와 그의 헌신자들 사이의 영적인 사랑의 표현이기도 하다. 후기 전통에서는 크리슈나를 주로 라다라는 한 명의 고피 배우자와 함께 묘사하며, 브라마 바이바르타 푸라나와 같은 후기 텍스트에서는 라다를 고피들의 우두머리이자 크리슈나 생애 이 단계에서 그의 주요 파트너로 묘사한다.

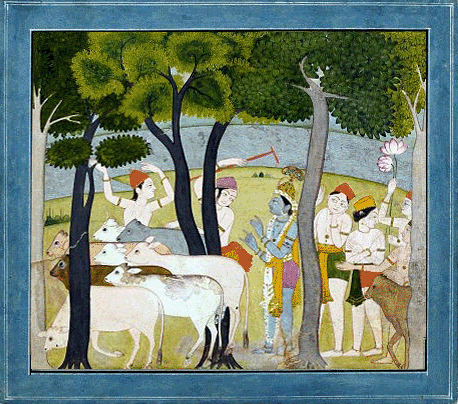
크리슈나와 소치기들.

바가바타 푸라나에서 크리슈나는 고파라고 불리는 소치기 친구들과 함께 등장하며, 그들은 신과 농담을 하고 가짜 싸움을 한다. 이 브라자의 소치기 소년들과 함께 신은 어린 시절 모험에 참여한다. 그가 소들을 돌보고 목초지에서 풀을 뜯게 하는 동안, 폭군 숙부 캄사에 의해 그를 죽이려는 임무를 부여받은 여러 아수라들의 공격을 받는다. 크리슈나는 바카수라, 비오마수라, 아가수라 및 여러 다른 아수라들을 물리치기 위해 무력을 사용하고 교활함도 사용한다.
고팔라 크리슈나 이야기의 대부분은 전통적으로 풍유적인 해석을 제공한다. 한 전설은 크리슈나가 강둑에 놓인 목욕하는 고피들의 옷을 훔치는 장면을 묘사한다. 그는 옷을 가지고 근처 나무에 올라간다. 그는 여자들이 직접 벌거벗은 채 나무 발치까지 걸어올 때까지 옷을 돌려주지 않는다. 이것은 종종 인간이 신으로부터 아무것도 숨길 수 없으며, 영혼의 내용물은 벌거벗은 것과 마찬가지라는 의미로 해석된다. 또 다른 전설은 크리슈나가 고쿨람 사람들에게 브라만교의 신 인드라에게 경배하지 말 것을 요청하는 장면을 담고 있다. 자신의 관례적인 경배가 거부당하자 격분한 신은 땅에 폭우를 퍼붓는다. 크리슈나는 사람들을 보호하기 위해 거대한 산인 고바르단 언덕을 들어 올렸다고 묘사된다.
고피들의 이타적인 사랑 덕분에 그들은 드와파르 유가에서 가장 높은 형태의 신성한 은혜를 받았다. 바그와트 푸라나와 바비샤 말리카와 같은 사나탄 샤스트라에 따르면, 현 시대의 신자들은 트리산드야를 수행하고 스리마드 바그와트 마하푸란을 읽고 그의 이름 "마다브"를 암송함으로써 그의 은혜를 받을 것이다.

## 같이 보기

### 관련 이름
- 아츄타
- 고피나트
- 고빈다
- 케샤바
- 마다바
- 라다 라마나
- 바수데바

### 관련 전통
- 발라 크리슈나
- 바수데바 크리슈나
- 라다 크리슈나